# Periophthalmus minutus
A Periophthalmus minutus a csontos halak (Osteichthyes) főosztályának a sugarasúszójú halak (Actinopterygii) osztályába, ezen belül a sügéralakúak (Perciformes) rendjébe, a gébfélék (Gobiidae) családjába és az iszapugró gébek (Oxudercinae) alcsaládjába tartozó faj.

## Előfordulása
A Periophthalmus minutus előfordulási területe az Indiai-óceánban és a Csendes-óceán nyugati felén van. A következő országok és régiók területein lelhető fel: Andamán- és Nikobár-szigetek, Indonézia, Thaiföld, Maláj-félsziget, a Fülöp-szigetek és Ausztrália.

## Megjelenése
Ez a halfaj legfeljebb 7,8 centiméter hosszú. A hasúszók nincsenek összeforrva; tehát nincs tapadókorongja. Az első hátúszója közepes méretű, és a széle egyenes, bár hátrafelé haladva csökken a magassága; 10-17 tüske ül rajta. A szélének közelében egy barna csík húzódik; emellett pedig több kis, fehér pont látható; az első tüskéje ugyanolyan hosszú, mint a többi. A második hátúszón egy szürke csík van. A két hátúszó nincs összekötve. Egy hosszanti sorban 62-78 pikkely ül.

## Életmódja
Trópusi halfaj, amely egyaránt megél a sós- és brakkvízben is. Az oxigént képes, egyenesen a levegőből kivenni, azzal a feltétellel, ha nedvesek a kopoltyúi és a bőre. A víz alá is lemerülhet.